# Otoko-tachi no Yamato
Otoko-tachi no Yamato (男たちの大和) traducido literalmente como, "los hombres del Yamato",
es una película bélica japonesa del año 2005, con la historia principal basada en el año 2005, en el 60 aniversario del hundimiento del acorazado Yamato. 
A través de una serie de flashbacks  la historia narra las experiencias de su tripulación, pero en lugar de centrarse en la alta oficialidad, los protagonistas son simples marineros o suboficiales, resultando tan importantes en la historia su actividad, sus relaciones y entrenamiento a bordo así como la influencia de sus respectivas familias y los desafíos en las batallas que el acorazado sostuvo hasta su final. 
La película cosechó un gran éxito en Japón. En el mercado de habla inglesa fue denominada simplemente Yamato.

## Sinopsis

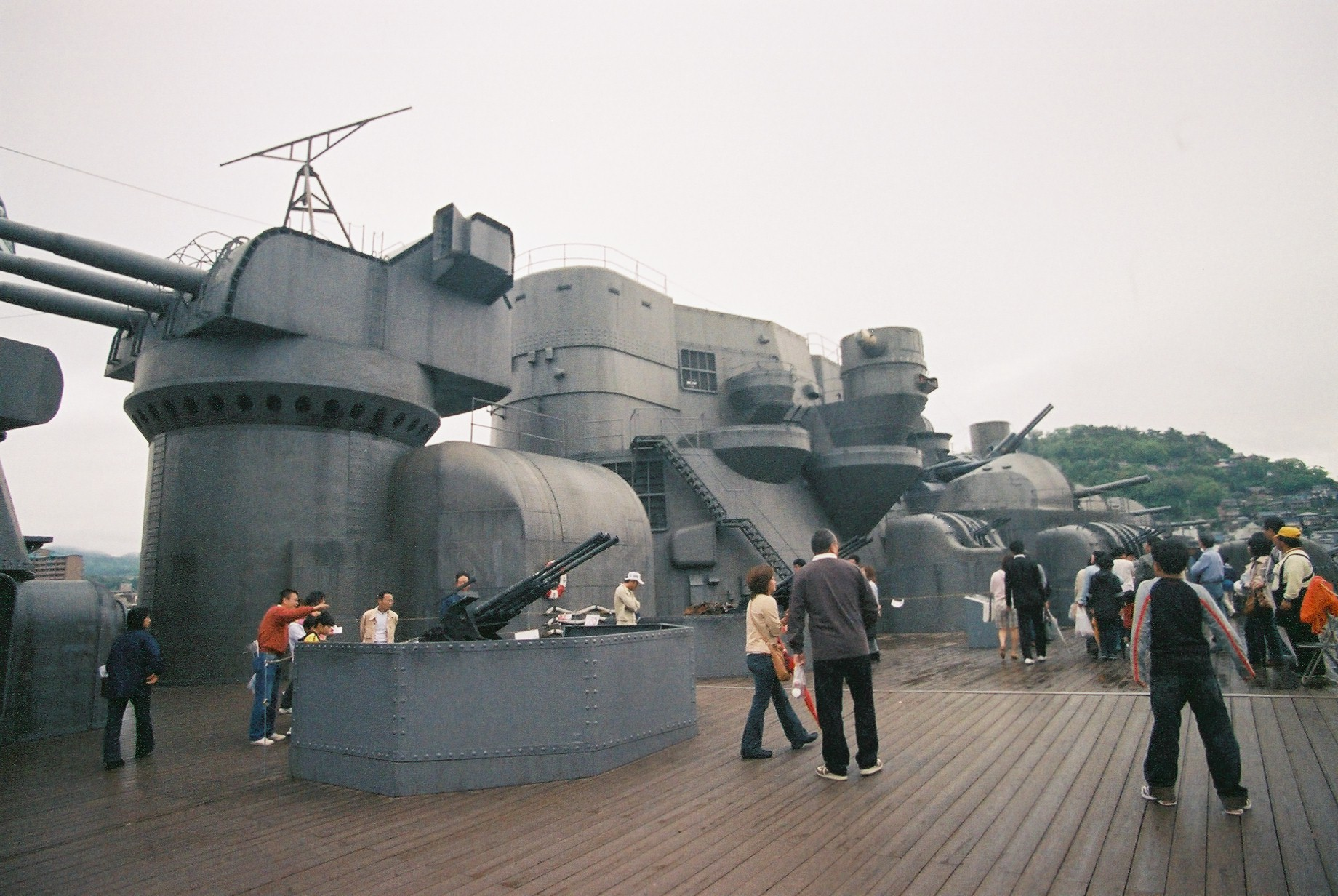
Maqueta usada en el film

La película comienza con imágenes de una expedición al naufragio del Yamato en 1999. Posteriormente una mujer, Makiko Uchida (Koyoka Suzuki) visita el Museo Yamato
el 6 de abril de 2005; ella está buscando el sitio del hundimiento del Yamato, para conmemorar el 60 aniversario de su hundimiento. Katsumi Kamio (Tatsuya Nakadai), un superviviente del Yamato que ahora es pescador, se compromete a llevarla después de saber que Makiko era hija del oficial de primera clase Mamoru Uchida, un tripulante que Kamio creía se había hundido con el Yamato.
Finalmente Kamio, Uchida y el aprendiz de esta, Atsushi (Sosuke Ikematsu) se embarcan en el viaje en una barca de pesca; durante el viaje, Kamio relata los recuerdos de su servicio en la Marina Imperial Japonesa.
En la primavera de 1944, Kamio (Kenichi Matsuyama) y otros cadetes -casi todos ellos adolescentes- se asignan al Yamato y están sometidos a un duro entrenamiento por parte de los suboficiales Mamoru Uchida (Shido Nakamura), Shohachi Moriwaki (Takeshi Sorimachi) y Masao Karaki (Jundai Yamada), que han servido en el barco, pues este entró en servicio en 1941. En octubre de 1944, el Yamato forma parte de una gran flota japonesa enviada para atacar a las fuerzas de invasión estadounidenses en la batalla del Golfo de Leyte. Durante esta batalla, el Yamato recibe varios impactos de bomba, muriendo varios tripulantes y perdiendo Uchida el ojo izquierdo. El Yamato y los otros barcos regresan a Japón para ser reparados.
En marzo de 1945, la tripulación del Yamato escucha rumores sobre la utilización de este para una misión prevista (Operación Ten-Go) para atacar a las fuerzas de invasión estadounidenses en Okinawa y les dan unos días de permiso. Entonces, Kamio vuelve a casa y se entera de que su madre murió en un ataque aéreo en Nagoya mientras protegía a su prima Taeko Nozaki (Yū Aoi). Antes de que Kamio regrese al Yamato, Taeko le da un amuleto especial de protección y le dice que ha sido reclutada en una fábrica de municiones en Hiroshima, pero que espera regresar con bien a casa.
Uchida utiliza los días de permiso como oportunidad para escapar del hospital y unirse de nuevo con la tripulación. Mientras tanto, el vicealmirante Ryunosuke Kusaka (Ryuzo Hayashi) manda escritos al que está a cargo del Yamato, el vicealmirante Seiichi Itō (Tetsuya Watari) sobre la Operación Ten-Gō -el plan de atacar la flota de invasión aliada en Okinawa-; es una misión suicida, pues el Yamato y sus 9 escoltas son vulnerables a un ataque aéreo debido a que no tienen cobertura aérea y además llevan poco combustible, por lo que es poco probable incluso que llegue a Okinawa.

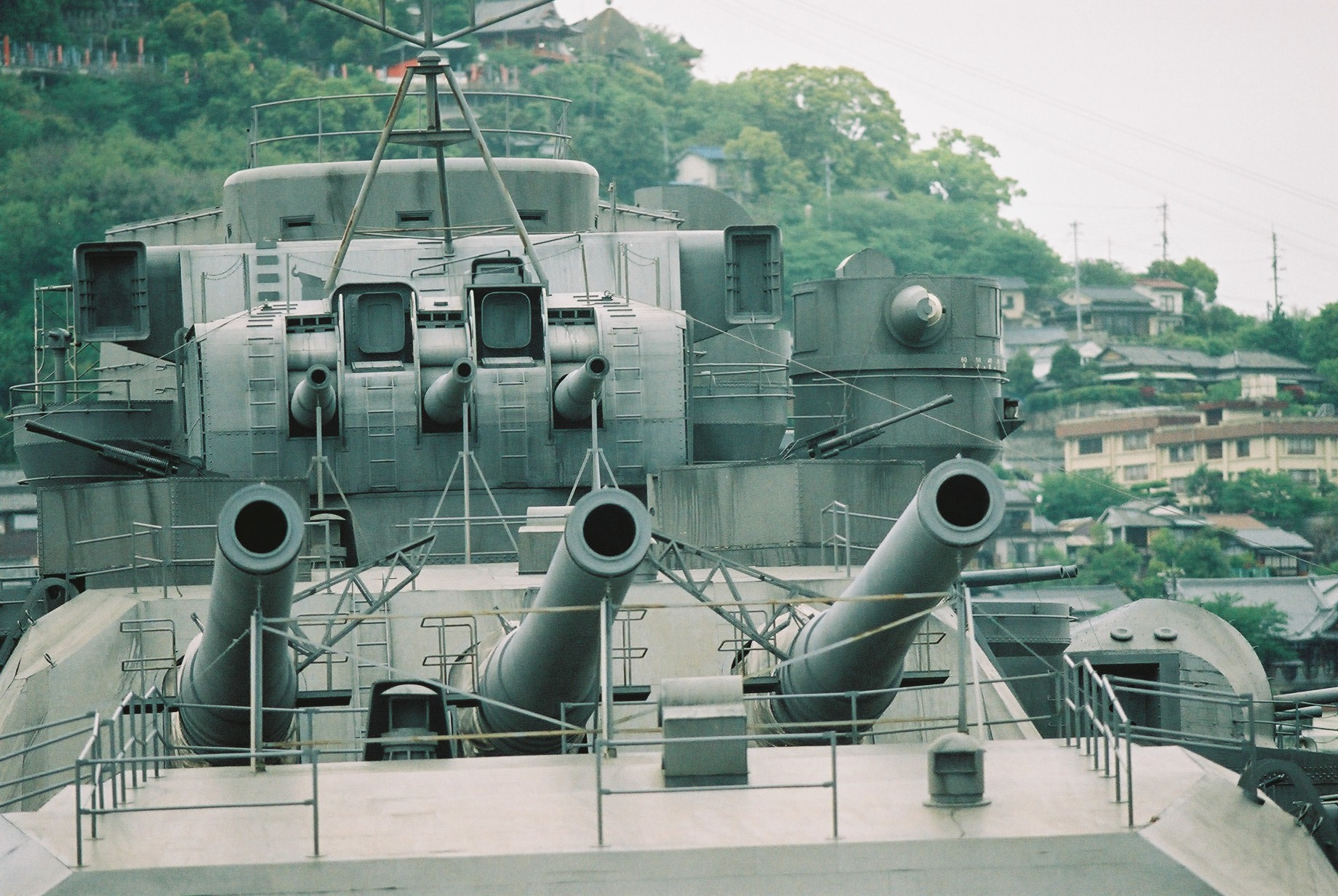
Maqueta usada en el film.

La mañana del 7 de abril de 1945, el Yamato es localizado por la Task Force 58 cuando estaba en camino a Okinawa; oleadas de aviones TBF Avenger, SB2C Helldiver y F6F Hellcat se lanzan contra el buque. El Yamato abre fuego con sus más de 150 cañones antiaéreos Tipo 96 y con la batería principal, pero los aviones estadounidenses superan abrumadoramente a las defensas del Yamato y este sufrió varios impactos de bombas y torpedos; los aviones estadounidenses matan a muchas personas, entre ellas a Karaki. Finalmente, el Yamato comienza a hundirse y el vicealmirante Itō y el capitán del Yamato Kosaku Aruga (Eiji Okuda) dan la orden de abandonar el barco, aunque ellos permanecen en el puente. Es entonces que Uchida y Moriwaki, malheridos, tiran a Kamio por la borda a pesar del deseo de este de permanecer a bordo. El operador de radio trata de pedir apoyo, pero el Yamato empieza a escorar hasta que finalmente vuelca y explota.
Los destructores rescatan a los sobrevivientes del Yamato, pero Kamio no pudo salvar a su amigo Tetsuya Nishi (Kenta Uchino) de ahogarse. Posteriormente, Kamio es rescatado por uno de los destructores. 
Asimismo, se muestran las escenas de los últimos meses de la guerra; Kamio relata que, después del hundimiento del Yamato, él fue con la madre de Nishi para decirle que su hijo había muerto: la muerte de un héroe. Entonces Kamio expresa su dolor a la señora, diciéndole que, aunque el arriesgó su vida en la batalla, al final no pudo salvar a nadie que el amara. Su prima Taeko murió poco después por contaminación radiactiva, causada por el ataque nuclear sobre Hiroshima; sin embargo, ella pudo ver a Kamio antes de morir y le dijo que quería construir un barco y ponerle el nombre de Asukamaru que significa fragancia del mañana.
Al día siguiente, llegan a las coordenadas del hundimiento del Yamato y hacen una pequeña ceremonia: Makiko y Kamio esparcen las cenizas de Uchida en el mar y Kamio le da a Makiko una katana que Uchida le pidió mantuviera durante la batalla. La katana tenía un valor sentimental para Uchida, pues le había sido entregada por el almirante Isoroku Yamamoto, de quien el Yamato había sido buque insignia. Después de la ceremonia, Kamio se dio cuenta la razón de su vida y superó su vergonzoso  conflicto de ser "el sobreviviente del Yamato". En la última escena se ve al niño de 15 años tomar el mando del bote y regresar a puerto como metáfora final de la película

## Puesta en escena

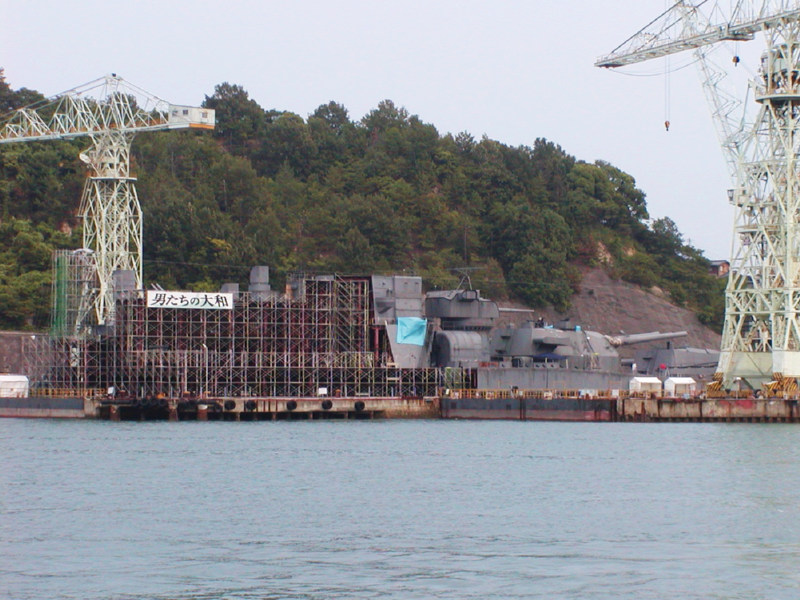
Montaje de la maqueta del acorazado Yamato (2005)

Para la escenificación de las escenas a bordo del Yamato se construyó en el puerto de Kure a escala 1:1 una maqueta del Yamato desde la sección media  hasta proa y hasta la torre de combate, también se construyó hasta el medio francobordo, el resto de la superestructura superior fue digitalizada y masterizada para completar la maqueta. Se montaron a proa, las armas secundarias y principales, además de los puestos de ametralladoras antiaéreas, la cubierta se cubrió con teca y se incorporó hasta el emblema del crisantemo dorado a proa para más fidelidad.